# North American XB-70 Valkyrie
North American XB-70 Valkyrie — американський високошвидкісний та висотний бомбардувальник створений на вимогу Стратегічного авіаційного командування США в 1950-і, повинен був літати зі швидкістю, що відповідає числу Маха М=3. Були збудовано два літаки, які здійснювали випробувальні польоти в 1960-х роках.

## Історія проєкту
У жовтні 1954 Стратегічне авіаційне командування випустило технічне завдання на «Систему зброї 110» і оголосило конкурс попередніх проєктів. За завданням бомбардувальник повинен був володіти дальністю польоту 11000 км без дозаправки на крейсерській швидкості, максимально можливу швидкість на максимально можливій висоті при прориві в повітряний простір супротивника на відстань 1600—1900 км. Він повинен був злітати зі звичайних аеродромів, замінити B-52 і стояти на озброєнні в 1965—1975 роках. Поставки літака у війська очікувалися з 1963 року.
Після розгляду попередніх проєктів 11 листопада 1955 North American і Boeing отримали замовлення на продовження своїх розробок. У ті роки, мало того що двигуни були малоефективні, проєктувальники не мали багатьох засобів сучасного проєктування, та й просто даних, тому, відповідно до першого проєкту, літак North American мав максимальну злітну вагу 340 тонн (у побудованої XB-70 — лише 250 тонн, і навіть такий літак тоді був гігантським), з низкою інших технічних труднощів, і був відхилений, як і проєкт Boeing-а.
Розробники внесли ряд змін, зменшили злітну вагу і перепроєктували літаки на бороводневе паливо (пентаборан), що має значно більшу енергією згорання, ніж традиційне вуглеводневе паливо. Проєкти обіцяли хороші технічні характеристики, наприклад, крейсерську швидкість між 1,5 і 2,0 Маха. У конструкції був врахований досвід останніх досліджень NASA у надзвуковий аеродинаміці — на трикутному крилі з'явилися закінцівки, що відхилялися.
Проєкт компанії North American Aviation, Inc. був визнаний перспективним, і 23 грудня 1957 вона була оголошена переможцем. Ім'я «Валькірія» було обрано в результаті великого конкурсу.
Передбачалося, що Валькірію супроводжував би надзвуковий перехоплювач XF-108 Рапіра, який призначався ще й для оборони від очікуваних аналогічних радянських бомбардувальників. Заради економії ряд систем і двигуни літаків були однаковими.
Згодом з'явився ряд обставин, що змусив уряд скоротити проєкт до дослідницького. Бороводневе паливо виявилося дуже отруйним і дуже дорогим. Розвивалася ракетна зброя, що ставило під питання саму необхідність в пілотованих бомбардувальниках, з'явилися мобільні зенітно-ракетні комплекси, що робило особливо XB-70 вразливим. Радянський МіГ-25 був розроблений саме проти цієї американської машини, що також послужило причиною відмови від подальших розробок. Після припинення польотів U-2 життєздатність програми опинилася під питанням, і вона була змінена на дослідницьку, для вивчення аеродинаміки, двигунів та інших предметів, пов'язаних з великим надзвуковим літаком.
Міністерство оборони вирішило, що ефект від проєкту не виправдовує його вартість, і, замість запланованих трьох дослідницьких літаків (а спочатку — 50 бойових), в липні 1964 обмежило програму створенням двох двомісних тестових літаків. Також пропонувалися варіанти переобладнання Валькірії в пасажирський і транспортний літаки.

## Конструкція
Літак мав компоновку за схемою «безхвостка з ПГО», з двома вертикальними стабілізаторами і горизонтальним оперенням попереду, використовуваним на надзвуковій швидкості для балансування машини (воно вільно відхилялася на дозвукових швидкостях і жорстко фіксувалася на надзвукових).
Використовувалося трикутне крило з нержавіючої сталі, сотових багатошарових панелей і титану. Краї крил відхилялися на 65 градусів вниз. Вони утримували під крилом надзвукову ударну хвилю, при цьому служили ще й вертикальними стабілізаторами. Вони були спроєктовані так, щоб збільшувати тиск під крилом за рахунок стрибків ущільнення.
Дослідження в аеродинамічній трубі показували, що відхиляємі закінцівки трикутного крила дозволяють на високих швидкостях збільшити співвідношення підйомної сили до опору повітря, і цей ефект ліг в основу конструкції крила Валькірії — вважається, що таке рішення дозволило збільшити аеродинамічну якість на 30 %. Однак компресійна підйомна сила залишається суперечливою теорією, і на сьогоднішній день Валькірія — єдиний літак такого розміру, що коли-небудь мав закінцівки крил, що відхиляються вниз.
Система катапультування припускала зміщення крісел пілотів перед викиданням їх з літака.

## Польоти

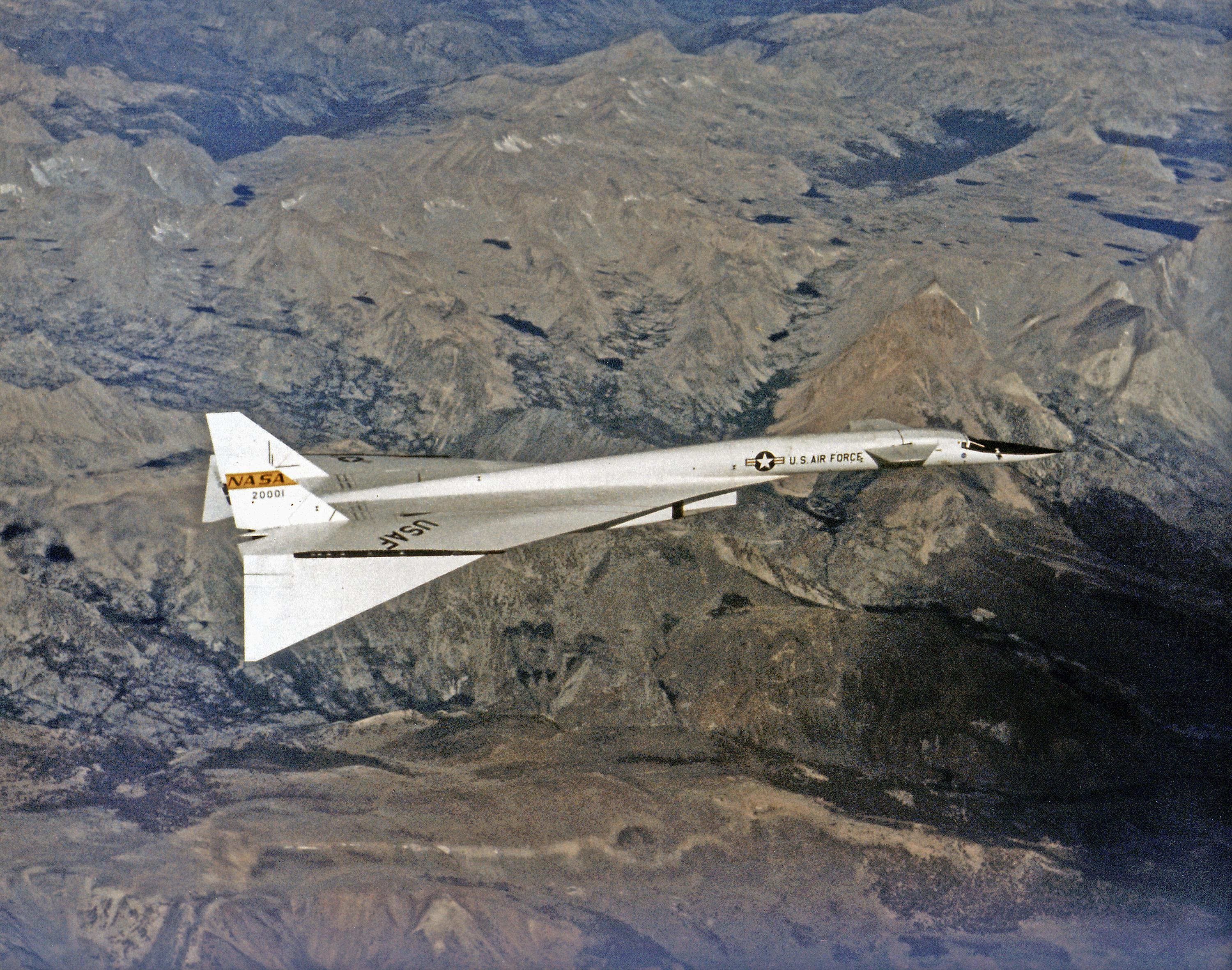
XB-70 Валькірія в польоті (краї крила опущені)

Перший політ Валькірія № 1 здійснила 21 вересня 1964. На ньому відразу ж почалися різні неполадки і проявилися технічні прорахунки, наприклад, слабкості комірчастої структури крила, яка у виготовленні виявилася складніше, ніж очікували проєктувальники. На першому літаку постійно траплялися витоки в гідравлічній і паливній системах, а також виникли проблеми з незвичайно складною конструкцією шасі. 7 травня 1965 під час польоту передня кромка-роздільник половинок повітрозабірника зруйнувалася, і її шматки потрапили в двигуни. Всі 6 двигунів були списані.
14 жовтня 1965 при першому польоті зі швидкістю вище 3 Маха з лівого крила під тиском зірвало 60 см передньої кромки. Було вирішено обмежити максимальну швидкість 1-го прототипу до 2,5 Мах.
Проблеми комірчастої конструкції були майже повністю вирішені на літаку № 2. Проблем з гідравлікою на ньому не виникало, а на № 1 вони були поступово усунені. Валькірія № 2 зробила перший політ 17 липня 1965, а 19 травня 1966 подолала відстань у 3900 км за 91 хвилину, підтримуючи швидкість 3 Мах впродовж 33 хвилин польоту.

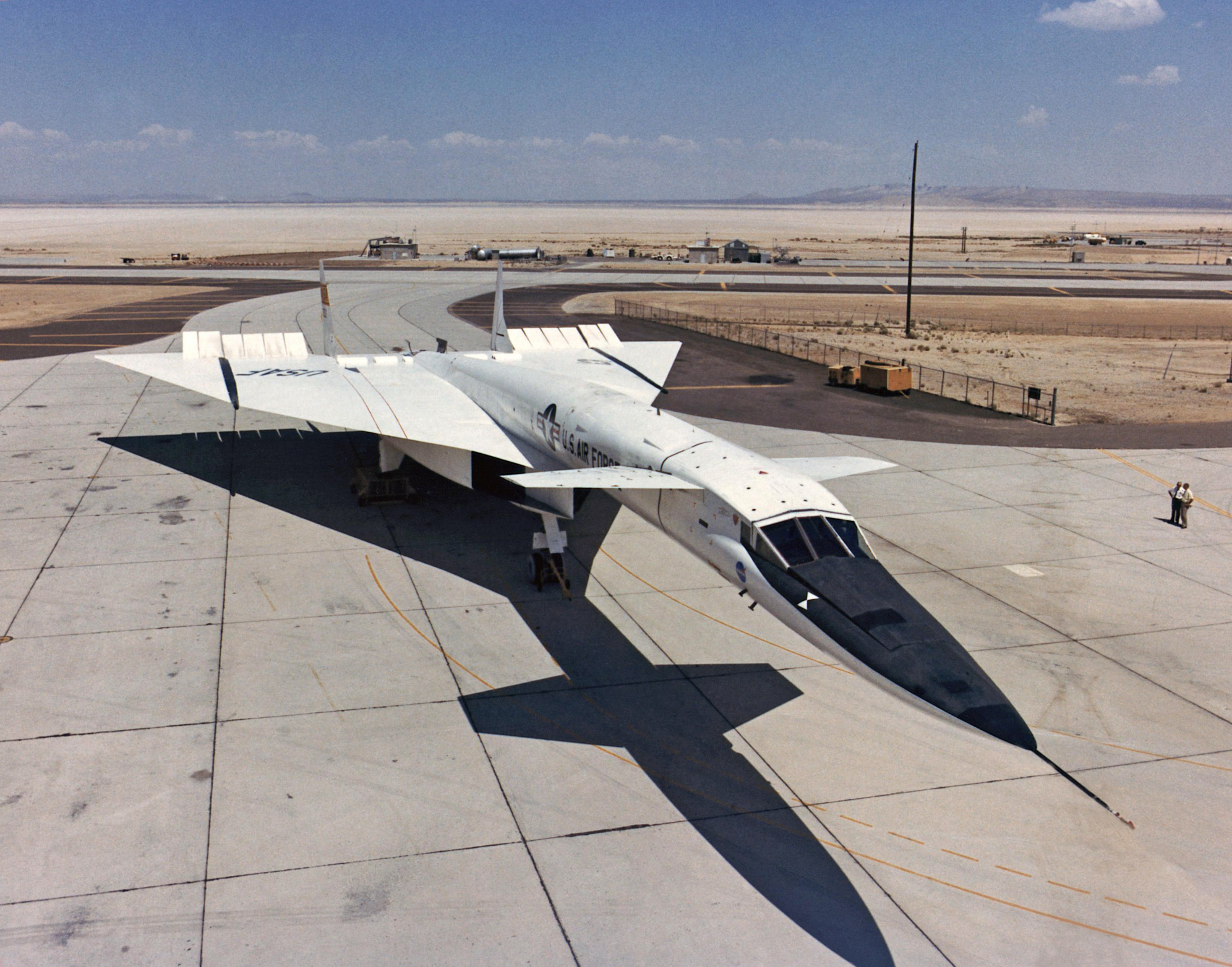
Валькірія на базі ВПС

Програма йшла вдало, проте 8 червня 1966 Валькірія № 2 потрапила в катастрофу під час показового польоту для рекламного ролика виробника двигунів Дженерал Електрик. Літаки летіли в дуже щільному строю, і коли пілотований Джозефом Вокером F-104 занадто наблизився, його засмоктало турбулентним потоком і вдарило об Валькірію, зруйнувавши їй один з вертикальних стабілізаторів, частина оперення і обшивки. Машина деякий час продовжувала летіти нормально, потім почалися проблеми із стійкістю, далі вона увійшла в плоский штопор, впала на землю і повністю зруйнувалася. З літака не зміг катапультуватися майор Крос (через плоский штопор і велику довжину фюзеляжу на його рятувальну капсулу діяла настільки велика відцентрова сила, що система катапультування не змогла змістити капсулу Кроса назад для викидання). Пілот Ел Вайт зміг катапультуватися за секунди до зіткнення із землею, проте його парашут не встиг розкритися, він врізався в землю на великій швидкості і піддався величезному перевантаженню. Тим не менш, Вайт обійшовся без серйозних травм, і вже через 3 місяці знову сів за штурвал.
Точні причини зіткнення досі є предметом суперечок.
Перший літак, з обмеженими можливостями, продовжив випробування і виконав 33 польоти. 4 лютого 1969 № 1 пішов на спочинок і перелетів в Національний музей Повітряних сил США на базі ВПС Райт-Паттерсон, в районі Дейтона (штат Огайо).

## Літаки
- Макет у натуральну величину побудований в лютому 1959.
- XB-70A № 1 — (NA-278) 62-0001, 83 польоти, загальною тривалістю 160 год. 16 хв. — Зберігається в Національному Музеї ВПС США
- XB-70A № 2 — (NA-278) 62-0207, 46 польотів, загальною тривалістю 92 год. 22 хв. — Зазнав катастрофи 8 червня 1966 на північ від Барстоу, шт. Каліфорнія, загинув пілот ВПС майор Карл С. Крос.
- XB-70B № 3 — (NA-274) 62-0208 спочатку повинен був стати першим літаком моделі YB-70A в березні 1961, був самим передовим прототипом, не добудований у зв'язку з відміною програми в березні 1964.
- YB-70A — планувалися 10 додаткових поліпшених прототипів. Скасовані в грудні 1960. Вони повинні були бути після закінчення тестів модифіковані до моделі B-70A.
- B-70A — планувався флот з 50 працюючих бомбардувальників (з паливними баками на крилах), проєкт скасований у грудні 1959.
- RS-70 — альтернативний проєкт флоту з 50 бомбардувальників-розвідників (з можливістю дозаправки в повітрі) розглядався в лютому 1959.

## Відповідь СРСР
На початку 1960-х років, Рада Міністрів СРСР, а також Міністерство оборони СРСР, було сильно стурбоване розробкою в США надзвукового стратегічного бомбардувальника міжконтинентальної дальності. Надзвукова швидкість, стратосферна висота (до 30000 метрів) робили цей літак практично недосяжним для радянської ППО. Вивчивши можливу небезпеку від такого бомбардувальника, уряд і Міністерство оборони СРСР висунули завдання на проєктування надзвукового, висотного винищувача-перехоплювача, здатного перехоплювати і знищувати подібні бомбардувальники на висотах до 30000 метрів і швидкості до 3200 км/год. Завдання на розробку такого винищувача перехоплювача отримало КБ Мікояна-Гуревича.
Проєкт нового винищувача отримав позначення Е-155. Перший дослідний зразок нового винищувача-перехоплювача був готовий до грудня 1963 року. Перші випробування виробу Е-155 почалися на початку 1964 року. Пізніше новий винищувач-перехоплювач отримав позначення МіГ-25. Випробування і доведення МіГ-25 виконувалися прискореними темпами, тому що вже тоді в СРСР серйозно ставилися до можливостей машин типу XB-70. МіГ-25 був прийнятий на озброєнні в 1970 році, і хоча проєкт «Валькірії» до того часу був вже закритий, він зіграв вирішальну роль у долі всього цього класу бомбардувальників. Спецслужби США знали про появу в СРСР нового винищувача-перехоплювача, здатного протистояти машинам типу XB-70 в будь-якому діапазоні висот і швидкостей польоту.